# СШЦ „Михајло Пупин” Дервента
Јавна установа Средњошколски центар „Михајло Пупин” се налази у Дервенти и основан је 1912. године. Прве двије године од оснивања школа је носила назив Мала реална гимназија у Дервенти и од тада је промијенила неколико имена, а од школске 2014/15. године носи назив ЈУ СШЦ „Михајло Пупин” Дервента, по српском научнику Михајлу Пупину.

## Историја
За вријеме турске владавине на овим просторима, у Дервенти су постојале муслиманске вјерске школе. Нису постојале јавне школе, а образовање дјеце зависило је од имућности њихових родитеља. Тек пред крај турске владавине, у Босни и Херцеговини почињу да се отварају школе, које су углавном биле вјерски оријентисане. Окупацијом Аустроугарске монархије 1878. године, у Босни долази до друштвених и политичких промјена. Дошло је до отварања нових школа, а међу првим гимназијама које су отворене била је гимназија у Дервенти.

Општинско вијеће Дервенте, за вријеме градоначелника Шемсибега Абдулахефендића, 8. октобра 1906. године је сазвало сједницу, под притиском грађана да се у Дервенти отвори средња школа. Грађани су предлагали да се зграда средње школе изгради о њиховом трошку. У записнику са сједнице записано је:
„Градоначелник саопћује вијећу да је грађанство града Дервенте, без разлике вјере, пронукано својом властитом иницијативом и фактичким потребама, саставило молбу за оснивање средњег учевног завода у Дервенти и то реалке или реалне гимназије, коју ће молбу исти поменуто грађанство на дне 9. ов. мј. пригодом доласка Његове Преузвишености поглавара земаљске владе и заповиједајућег генерала Еугена барона Алборија у Дервенту у властите руке најпонизније предати. По чему је поменуто грађанство града Дервенте са својим посебним поднеском замолило и градско поглаварство да се истој овој свеопћој жељи грађана града Дервенте прикључи, то сам данас ради овога за град Дервенту и околицу неизмјерно важног предмета ево сазвао изванредну сједницу градског вијећа, па погледом на околности да је молба грађана града Дервенте сасвим оправдана, то ево предлажем вијећу да би исто у том погледу свој закључак ставити и добро означити благоизволило било колико би опћина Дервента за стварне трошкове ове средње школе жртвовати могла.“
Општинско вијеће је једногласно донијело одлуку да је Дервенти потребна средња школа, те су закључили да би општина Дервента могла из средстава да за средњу школу издвоји бесплатну школску зграду, огрјев и освјетљење, школског подворника, чишћењее и одржавање зграде, набавку школског материјала за сиромашне ђаке и одржавање школског купатила. Иако је ова понуда била прихватљива, молба није прихваћена. Тек када се у Бихаћу 1911. године изградила гимназија из владиних средстава, општинско вијеће је 10. фебруара 1912. године поново поднијело исту молбу. Босански сабор је у то вријеме разматрао захтјеве Дервенте, Ливна, Бијељине, Травника и Љубушког, а само је Дервента добила одобрење за отварање гимназије.
У БиХ почињу немири средњошколске омладине, па су грађани Дервенте тражили рјешење да се гимназија отвори прије него што зграда предвиђена за то буде изграђена. Фрањо Маринчек је уступио зграду у којој је могла да се отвори гимназија, све док се не изгради зграда по нацртима Земаљске владе. Влада је 10. августа 1912. године дозволила да се кућа прилагоди за ове потребе. У новој згради гимназије настава је први пут одржана школске 1914/15. године. Ово је била прва средњошколска установа у БиХ која је била изграђена од средстава грађана. Зграда гимназије направљена је по нацрту Јосипа Ванцаша, а грађена је уз надзор Виктора Гроса, архитекте из Загреба.
Гимназија је 1912/13. године носила назив Мала реална гимназија у Дервенти, да би се школске 1913/14. године преименовала у Мала реална гимназија Фрање Јосипа I у Дервенти. Прве двије године радила је у згради Фрање Маринчека, а треће године се преселила у новосаграђену зграду у којој је остала до 1958. године. Гимназија прекида са радом 1915. године, када су у Дервенту пресељене учитељске школе из Сарајева и Мостара. Основана је народна Виша дјечачка школа, што је довело до укидања гимназије. По завршетку Првог свјетског рата и проглашењу Краљевине Срба Хрвата и Словенаца, општинско вијеће поново покреће захтјев за отварање гимназије, а гимназија се отвара 1920/21. године.
Дервента је припојена Врбаској бановини 1929. године, па је те године дошло до поновног затварања гимназије. Овакво стање остаје до 1937. године, када се поново отвара. У међувремену у Дервенти је затворена и Учитељска школа, као и Виша дјечачка школа. Раст становништва, осмогодишња пауза и чињеница да је гимназија била једина средња школа у Дервенти довели су до прилива великог броја ученика у гимназију. Нижа гимназија постепено је прерасла у вишу и 1948. године је први пут полагана матура са осам разреда.
Реорганизацијом школа 1955/56. године основно осмогодишње образовање постаје обавезно, нижи разреди гимназије постају виши разреди осмогодишње школе, а гимназија се претвара у четоворогодишњу. Школске 1958/59. године формирана је потпуна гимназија са четири разреда, а школа добија назив Гимназија „Владо Шупут”, по ученику ове школе којег су усташе стријељале 1942. године. Од 1962/63. гимназија је преузела зграду некадашње Средње пољопривредне школе.
За вријеме Рата у Босни и Херцеговини дошло је до низа невоља у школству: због недостатка струје и гријања полугодишта су помијерана у љетне мјесеце, а била је и несташица наставних средстава, уџбеника, наставног кадра. Зграда гимназије је оштећена и у њој се није могла одвијати настава, све док 2009. године није обновљена. Од школске 1992/93. године, школа је носила назив Гимназија са техничким школама Дервента, да би школске 2014/15. добила назив ЈУ СШЦ „Михајло Пупин” Дервента, који и данас носи.

### Зграде
Од настанка средње школе, настава се одвијала у неколико различитих зграда:
- 1912 – 1913, зграда Фрање Маринчека;
- 1913 – 1915, зграда средње школе;
- 1920 – 1962, данашња зграда Градске библиотеке;
- 1962 – данас, зграда некадашње Средње пољопривредне школе.

## Смјерови
- Гимназија
  - Општи смјер (4 године)
  - Рачунарско-информатички смјер (4 године)
- Електротехника
  - Техничар рачунарства и програмирања (4 године)
  - Техничар информационих технологија (4 године)[3]
  - Техничар мехатронике (4 године)[3]
  - Техничар електроенергетике (4 године)
  - Електричар - електроинсталатер (3 године)
  - Аутоелектричар (3 године)
- Текстилство и кожарство
  - Модни обућар (3 године)[1]

## Библиотека школе
ЈУ СШЦ „Михајло Пупин“ дијели библиотеку са сусједном Стручном и техничком школом. Библиотека је смјештена у одвојеној згради која се налази између зграда ове двије школе. Ову библиотеку користи укупно 47 одјељења из обије школе. Фонд библиотеке износи око 20.000 књига. Књижни фонд обухвата програм лектире за сва одјељења, али број неких наслова није довољан потребама ученика. Поред лектире, у библиотеци се налазе и стручне књиге за поједине предмете. Библиотеку чине двије велике просторије и једна мања у којој се налази архива матурских радова и неке ријетке књиге. Библиотека има и читаоницу која може да прими 20 до 30 читалаца.